# Болохов (город)
Бо́лохов — древнерусский город, упомянутый в Киевской и Галицко-Волынской летописях, давший название Болоховской земле.

## История
Первое летописное упоминание о Болохове связано с 1150 годом, когда Владимирко, князь Галицкий, шёл из Галича в Киев через Болохов: «и приде Изяславу весть, еже Володимирко перешед Болохово, идеть мимо Мунарева к Володареву». Второе упоминание относится к 1170 году, когда Мстислав II через Болохов бежал из Киева к Владимиру Волынскому. Третье упоминание приходится на 1231 год, четвёртое, по поводу нападения Даниила Галицкого, на 1241 год, и, наконец, последнее на 1257 год.
Город Болохов упоминается также в Киевской летописи. Там рассказывается о войне 1150 года за киевский великокняжеский стол между Изяславом Мстиславичем и его дядей Юрием Долгоруким.

## Городище
По данным А. В. Кузы, городище Болохова находится в городской черте современного Любара Житомирской области. Оно расположено на мысу на левом берегу реки Случи. При его обследовании найдены гончарная керамика XII—XIII веков, шиферные пряслица, обломки стеклянных браслетов и т. п. Поселение, по-видимому, состояло из двух укреплённых частей общей площадью 1 га, разделённых рвом. Юго-западная площадка, неправильно овальная в плане, была укреплена валом по всему периметру. Въезд находился западнее.